# Эспенхан, Фриц
Фриц Эспенхан (нем. Fritz Espenhahn; 24 октября 1862, Берлин — 25 октября 1927, Берлин) — немецкий виолончелист.
Представитель музыкальной династии, среди членов которой был и известный в XIX веке виолончелист Леопольд Эспенхан. Сын оперного певца.
Учился в Берлине у Луи Любека и Фрица Манеке, затем в Дессау у Карла Дрекслера и наконец в Берлинской Высшей школе музыки у Роберта Хаусмана.
В 1882—1885 гг. играл в так называемом «бывшем оркестре Бильзе» — нынешнем Берлинском филармоническом оркестре. Затем с 1887 г. в Берлинской королевской капелле, в 1890 г. получил звание камермузыканта. В 1890-е гг. играл в составе фортепианного трио с Ингеборг Экснер и Густавом Экснером (этому коллективу посвящено трио Op. 55 Густава Лазаруса, 1901). С 1902 года выступал в составе струнного квартета, образованного солистами капеллы (первая скрипка Бернхард Дессау). В 1919—1920 гг. концертировал в составе фортепианного трио с Фридрихом Спиро и его женой Асей Ромбро.